# Ikiss
Ikiss est une oasis algérienne de la commune de Tamest, Daïra de Fenoughil dans la wilaya d'Adrar. Sa population est de moins de 800 habitants.

## Toponymie
Ikiss mot en Taznatit signifie «Arrachement» .

## Agriculture et Foggara
L'agriculture représente l'activité économique la plus importante dans l'Oasis de Ikiss, la production majeur est celle des palmiers dattiers, comme partout dans le Sahara la population locale a développé un système d'irrigation pour assurer l'eau en quantités suffisante, par exemple la Foggara dont les noms des principales a Ikiss sont:

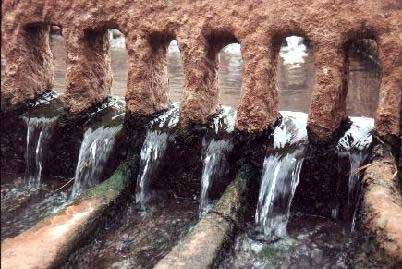
Peigne (kesria) de répartition.

| nom en Arabe | nom en Français | Nombre de puits (m) |
| ------------ | --------------- | ------------------- |
| مشرع         | Mechraa         | 300                 |
| نعيمة        | Neima           | 220                 |
| أعبوا        | Aabou           | ?                   |
| شعب          | Chaab           | ?                   |
| المشرع       | El-mechraa      | ?                   |
| المرفق       | El-merfak       | ?                   |
| المراح       | El-merah        | ?                   |
| فقيقيرة      | Fkikira         | ?                   |
| تادمايت      | Tadmait         | ?                   |
| تيدماين      | Tidmaine        | ?                   |
| زاوية        | Zaouia          | ?                   |

## Personnalités
- Sidi Ahmed Boutadara Ibn El-abbassi[3]